# Cratere Cruls
Cruls  è un cratere sulla superficie di Marte.